# Friedrich-Wilhelm Wulf

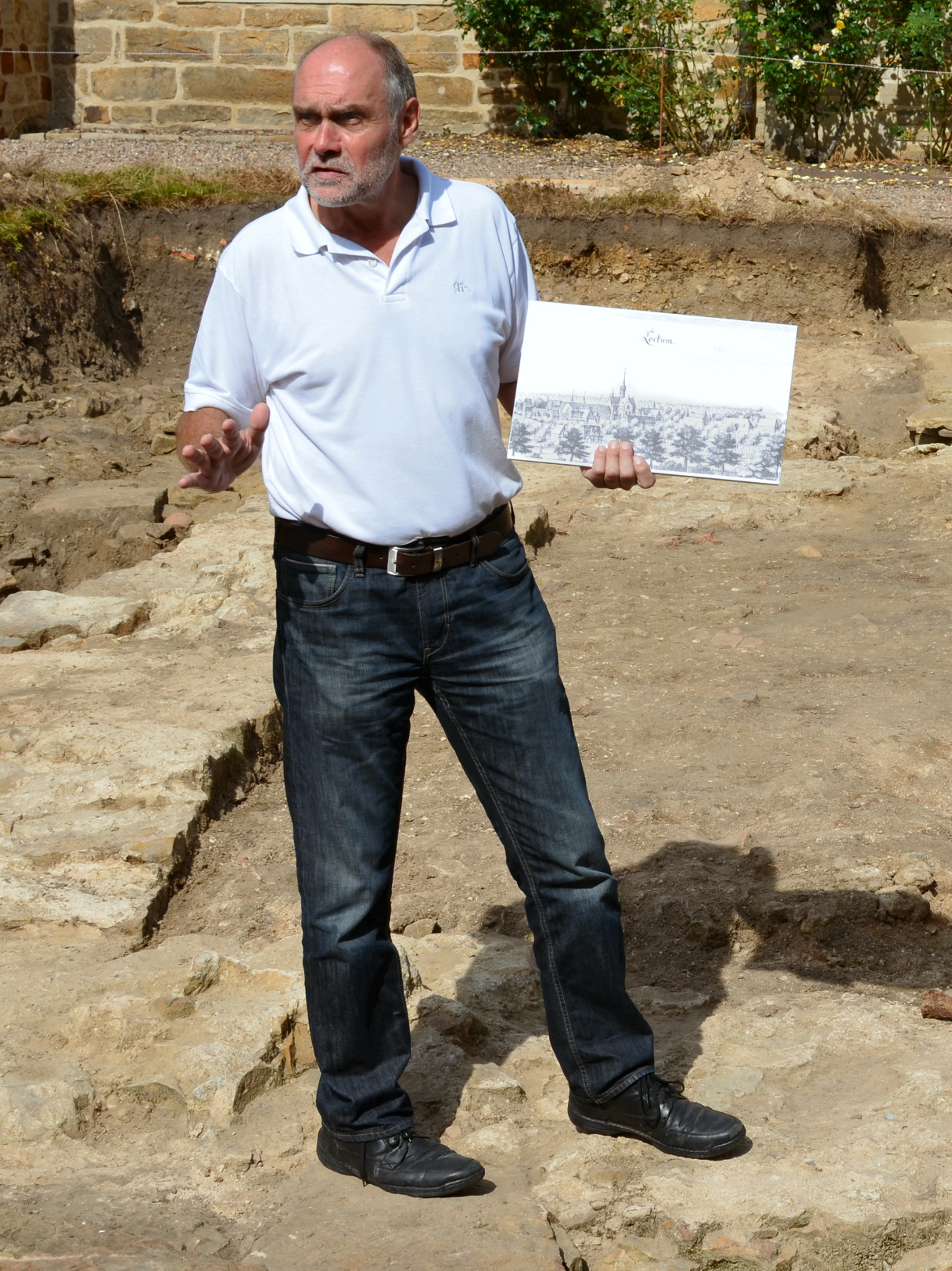
Friedrich-Wilhelm Wulf bei einer Führung zur Ausgrabung im Kloster Loccum, 2016

Friedrich-Wilhelm Wulf, abgekürzt Friedhelm Wulf, (* 22. März 1956 in Hedemünden) ist ein deutscher prähistorischer Archäologe. Er gehörte dem Verband der Landesarchäologen an.

## Werdegang
Nach dem Wehrdienst studierte Wulf von 1976 bis 1982 an der Georg-August-Universität Göttingen Vor- und Frühgeschichte, Völkerkunde und Klassische Archäologie. Dort erlangte er 1982 unter Klaus Raddatz seinen Magister Artium zum Thema „Die mittelalterliche Wüstung Gardelshausen bei Hedemünden“, die er 1977 anhand von Oberflächenfunden entdeckt hatte.
Ab 1983 war Wulf im Niedersächsischen Landesverwaltungsamt – Institut für Denkmalpflege als Vorläufer des Niedersächsischen Landesamtes für Denkmalpflege (NLD) tätig. Zunächst zählte die Erfassung und Inventarisation der archäologischen Denkmäler für den Bereich des Regierungsbezirks Weser-Ems zu seinen Aufgaben. Seit 1998 gehörte er der Abteilung Archäologie des NLD, wechselte 2009 als Bezirksarchäologie in das Gebietsreferat Hannover und betreute das Gebiet des früheren Regierungsbezirks Hannover.
In seine Zuständigkeit fiel ab 2010 das umfängliche Prospektions- und Grabungsprojekt der NEL-Pipeline, das unter anderem zur Auffindung des Goldhortes von Gessel führte. Daneben war er für die Bearbeitung von spektakulären Funden, wie das Ulfberht-Schwert von Großenwieden und das 5500 Jahre alte Kupferbeil von Steinbergen, zuständig. Weitere Arbeitsthemen waren die Eisenzeitliche Siedlung bei Bantorf, der Grabhügel von Möllenbeck sowie in Hannover stadtarchäologische Untersuchungen an der Nikolaikapelle, an den Hofmarställen am Hohen Ufer, auf der Leineinsel Klein-Venedig und Am Hohen Ufer. 2016 leitete Friedrich-Wilhelm Wulf die Untersuchungen von Knochenmaterial, das bei Umbauarbeiten im früheren Leineschloss in Hannover gefunden wurde. Der Fund führte zu einem breiten Medienecho, da die Gebeine zunächst dem im 17. Jahrhundert vermutlich dort getöteten Hofkavalier Philipp Christoph von Königsmarck zugerechnet wurden, was die Untersuchungen nicht bestätigten. Seit dem Jahr 2015 gehörte die Erforschung des Römischen Marschlagers von Wilkenburg zu Wulfs Aufgaben.

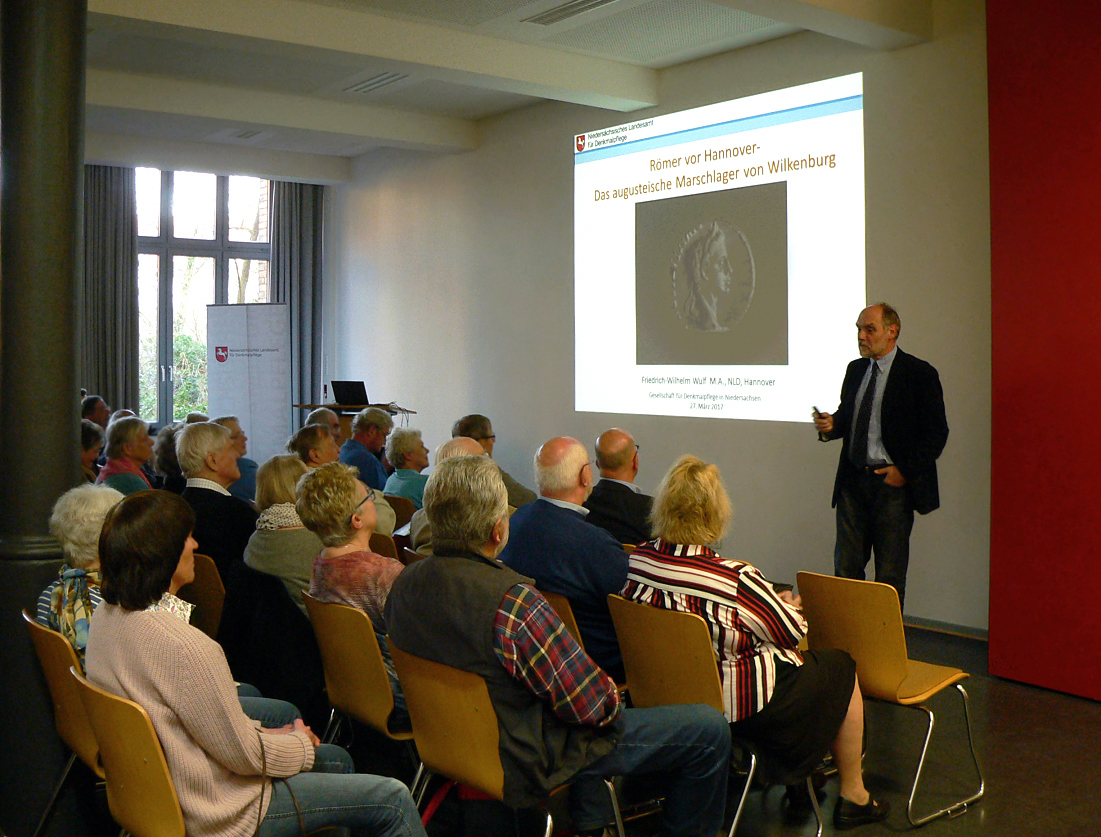
Friedrich-Wilhelm Wulf bei einem Vortrag zum Römischen Marschlager von Wilkenburg im Niedersächsischen Landesamt für Denkmalpflege, 2017

Im Februar 2022 ging Wulf in den Ruhestand. Sein Nachfolger ist Sebastian  Messal.

## Schriften (Auswahl)
- Die mittelalterliche Wüstung Gardelshausen bei Hedemünden, Kreis Göttingen. in: Neue Ausgrabungen und Forschungen in Niedersachsen Bd. 18, 1988 (Magisterarbeit)
- Archäologische Denkmale in der kreisfreien Stadt Wilhelmshaven – Hannover : Hahn, 1996
- Archäologische Denkmale in der kreisfreien Stadt und im Landkreis Osnabrück – Hannover : Hahn, 2000
- Archäologische Denkmale und Fundstellen im Landkreis Osnabrück – Rahden/Westf., Leidorf